# Chloë Bellavia
Chloë Bellavia est une joueuse de football belge née le 26 avril 1994 à Genk (Belgique). 

## Biographie
Elle a joué au KRC Genk Ladies et au Standard de Liège.

## Palmarès
- Championne de Belgique (3): 2011 - 2012 - 2013
- Vainqueur de la Coupe de Belgique (1): 2012
- Vainqueur de la Super Coupe de Belgique (1): 2011
- Doublé Championnat de Belgique-Coupe de Belgique (1) : 2012
- Doublé Championnat de Belgique-Super Coupe de Belgique (1) : 2011
- Doublé Championnat de Belgique-BeNe SuperCup (1) : 2012
- Triplé Championnat de Belgique-Coupe de Belgique-BeNe SuperCup (1) : 2012
- Vainqueur de la BeNe SuperCup (2): 2011 - 2012

### Bilan
- 7 titres

## Ligue des Champions
- 2012-2013: 1 match avec le Standard de Liège